# Henry Sheehy Keating
Pour les articles homonymes, voir Keating et Sheehy.
Henry Sheehy Keating est un militaire britannique né le 13 novembre 1775 en Irlande et mort le 12 septembre 1847 à Cheltenham, en Angleterre. Il participe à la campagne de capture des Mascareignes pendant les guerres napoléoniennes. Il est à plusieurs reprises gouverneur de Bourbon après la prise de l'île Bonaparte, île française aujourd'hui connue sous le nom de La Réunion.

## Biographie
En 1809, Keating participe à la prise de Rodrigues et le 21 septembre 1809 participe à l'attaque de Saint-Paul. En juillet 1810, il participe à la prise de l'Île Bonaparte en empruntant le Chemin Crémont afin de se diriger vers Saint-Denis puis celle de l'Isle de France en décembre.
Son mandat sur l'Île Bourbon est marqué par la révolte d'esclaves de Saint-Leu. À la suite du traité de Paris (1814), il fera la rétrocession.
Il revient quelques années plus tard pour s'y installer définitivement à Saint-Benoît comme usinier. En 1828, il est accusé d'avoir sabré un rival amoureux, il sera acquitté.

## Annexe